# Elizabeth Haran
Elizabeth Haran nació en 1954 en Bulawayo, Rodesia y emigró a Australia siendo una niña. Ha escrito más de dieciséis novelas ambientadas en Australia. Under a Flaming Sky, publicado en 2007, estuvo once semanas en la lista que la revista alemana "Der Spiegel" usa para reseñar los libros superventas. Las novelas de Haran son historias de amor y aventura situadas en Australia en los siglos XIX y XX. Sus libros han sido publicados en diez países (Alemania, Bulgaria, España, Serbia, Rusia, Croacia, República Checa, Eslovaquia, Polonia y Letonia) ha vendido más de 1.5 millones de copias en Alemania.

## Vida
Haran tuvo una vocación literaria tardía pero ahora produce un libro cada año. Viaja a los lugares de sus libros para documentarse e inspirarse. Elizabeth vive en Adelaida, Australia Del sur con su familia.

## Trabajos
Ediciones B solo ha publicado en castellano los títulos en negrita.
- A Woman For All Seasons, 2001
- El Heart of a Sunburned Land, 2002
- Opalos de Fuego, 2003
- El Brillo de la Estrella del Sur, 2004
- Río de la Fortuna, 2005
- Susurros en el Viento, 2006
- Flaming Sky, 2007
- Tantanoola Tiger, 2008
- Dance of theFiery Blue Gums, 2009
- Faraway Place in the Sun, 2010
- Mundi-Mundi Legend, 2011
- Beyond Red Horizon, 2012
- Walkabout Country, 2013
- El Vuelo del Jabirú, 2015